# Adah Isaacs Menken

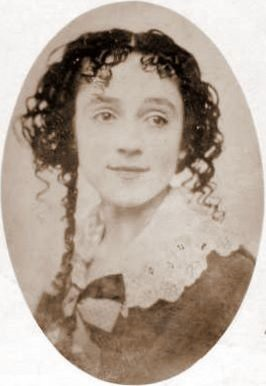
Adah Isaacs Menken, ca. 1854

Adah Isaacs Menken (* 15. Juni 1835 (?); † 10. August 1868 in Paris) war eine US-amerikanische Schauspielerin, Malerin und Dichterin. Sie war die bestverdienende Schauspielerin ihrer Zeit. Berühmt wurde sie durch ihren Auftritt in dem Pferdetheater Mazeppa; or, The wild horse of Tartary von Henry M. Milner, dessen Höhepunkt darin bestand, dass sie scheinbar nackt auf einem Pferd über die Bühne ritt. Nachdem sie mit dem Stück einige Jahre lang in New York und San Francisco großen Erfolg hatte, trat sie von 1864 bis 1866 in einer Produktion in London und Paris auf. Nach einer kurzen Reise in die Vereinigten Staaten kehrte sie nach Europa zurück. Sie erkrankte jedoch innerhalb von zwei Jahren und starb in Paris im Alter von 33 Jahren.
Menken erzählte viele Versionen ihrer Herkunft, einschließlich ihres Namens, ihres Geburtsortes, ihrer Abstammung und ihrer Religion, und die Historiker unterscheiden sich in ihren Darstellungen. Mehrheitlich wird davon ausgegangen, dass sie eine katholische Kreolin aus Louisiana mit europäischen und afrikanischen Vorfahren war. Sie heiratete mehrmals und war auch für ihre Affären bekannt. Sie hatte zwei Söhne, die beide im Säuglingsalter starben.
Obwohl sie eher als Schauspielerin bekannt war, strebte Menken danach, als Schriftstellerin bekannt zu werden. Von 1855 bis 1868 veröffentlichte sie etwa 20 Essays, 100 Gedichte und ein Buch mit ihren gesammelten Gedichten (das Buch wurde posthum veröffentlicht). Ihre frühen Werke waren der Familie gewidmet, und nach ihrer Heirat behandelten ihre Gedichte und Essays jüdische Themen. Ab den Werken, die sie nach ihrer Übersiedlung nach New York veröffentlichte und mit denen sie ihren Stil änderte, drückte Menken jedoch ein breites Spektrum an Gefühlen und Ideen über den Platz der Frau in der Welt aus. Ihre Sammlung Infelicia erlebte mehrere Auflagen und war bis 1902 im Druck.

## Herkunft und Jugend
Die Berichte über Menkens frühes Leben und ihre Herkunft variieren erheblich. In ihren autobiografischen Some Notes of Her Life in Her Own Hand, die 1868 in der New York Times veröffentlicht wurden, gab Menken an, sie sei in Bordeaux geboren und habe als Kind in Kuba gelebt, bevor sich ihre Familie in New Orleans niederließ. Es gibt viele widersprüchliche Berichte über Menkens Geburtsnamen; sie wurde Marie Rachel Adelaide de Vere Spenser und Adah Bertha Theodore genannt, und Ed James, ein befreundeter Journalist, schrieb nach ihrem Tod: „Ihr richtiger Name war Adelaide McCord, und sie wurde in Milneburg, in der Nähe von New Orleans, am 15. Juni 1835 geboren.“ Auch das Geburtsjahr von Menken variiert, in einigen Aufzeichnungen wird 1835 angegeben, in anderen 1832. An anderer Stelle schrieb sie 1865, dass ihr Geburtsname Dolores Adios Los Fiertes war und dass sie die Tochter einer Französin aus New Orleans und eines spanisch-jüdischen Mannes war. Um 1940 waren sich die Gelehrten einig, dass ihre Eltern Auguste Théodore, ein freier Schwarzer, und Marie, eine kreolische Mischlingsfrau, waren und dass Adah katholisch erzogen wurde. Sie hatte eine Schwester und einen Bruder.
Auf der Grundlage von Menkens Behauptungen, sie sei in New Orleans geboren, haben Wolf Mankowitz und andere die Aufzeichnungen des Gesundheitsamtes der Stadt untersucht. Sie kamen zu dem Schluss, dass Menken in der Stadt als eheliche Tochter von Auguste Théodore, einem freien Schwarzen (oder Halbschwarzen), und seiner Frau Magdaleine Jean Louis Janneaux, wahrscheinlich ebenfalls eine Kreolin aus Louisiana, geboren wurde. Ada wäre katholisch erzogen worden. John Cofran leitete jedoch 1990 anhand von Volkszählungsaufzeichnungen ab, dass Menken Ende 1830 als Ada C. McCord in Memphis, Tennessee, geboren wurde. Sie sei die Tochter eines irischen Kaufmanns, Richard McCord, und seiner Frau Catherine gewesen. Laut Cofran starb ihr Vater, als sie noch klein war, und ihre Mutter heiratete erneut. Die Familie zog daraufhin von Memphis nach New Orleans.
Menken soll eine begabte Schülerin gewesen sein; sie sprach fließend Französisch und Spanisch und wurde als sprachbegabt beschrieben. Als Kind trat Menken als Tänzerin im Ballett des französischen Opernhauses in New Orleans auf. In ihrer späteren Kindheit trat sie als Tänzerin in Havanna, Kuba, auf.

## Karriere in den Vereinigten Staaten

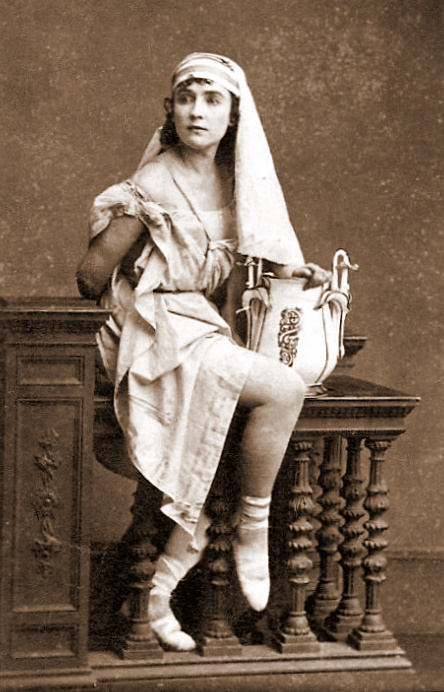
Menken als The French Spy, 1863

Menken begann zunächst in Texas als Schauspielerin zu arbeiten. Laut Gregory Eiselein gab sie Shakespeare-Lesungen und schrieb Gedichte und Skizzen für die Liberty Gazette. Im Februar 1855 heiratete sie in Galveston County zum ersten Mal G. W. Kneass, einen Musiker. Die Ehe war irgendwann im Jahr 1856 gescheitert, als sie den Mann kennenlernte und 1856 heiratete, der allgemein als ihr erster Ehemann gilt, Alexander Isaac Menken, einen Musiker, der aus einer prominenten jüdischen Reformfamilie in Cincinnati, Ohio, stammte.
Er begann, als ihr Manager zu fungieren, und Ada Menken trat als Schauspielerin im Mittleren Westen und im oberen Süden auf und gab auch literarische Lesungen. Sie erhielt gute Kritiken, in denen ihre „ungebremste Energie“ hervorgehoben wurde, und trat mit Männern auf, die zu bedeutenden Schauspielern wurden: Edwin Booth in Louisville, Kentucky, und James E. Murdoch in Nashville, Tennessee.
Im Jahr 1857 zog das Paar nach Cincinnati, wo Menken ihre jüdischen Wurzeln zum Ausdruck brachte, indem sie einem Reporter erzählte, sie sei jüdisch geboren. Sie studierte das Judentum und blieb dem Glauben treu, obwohl sie nie offiziell konvertierte. In dieser Zeit veröffentlichte sie Gedichte und Artikel über das Judentum in der Zeitung The Israelite in Cincinnati. Die Zeitung wurde von Rabbiner Isaac Mayer Wise gegründet, der für die Bewegung des Reformjudentums in den Vereinigten Staaten von entscheidender Bedeutung war. Sie begann auch, im Jewish Messenger of New York zu veröffentlichen.
Ada fügte ein „h“ zu ihrem Vornamen und ein „s“ zu Isaac hinzu, und 1858 nannte sie sich Adah Isaacs Menken. Schließlich arbeitete sie als Schauspielerin in New York City und San Francisco sowie in Tourneeproduktionen im ganzen Land. Sie wurde auch durch ihre Gedichte und ihre Malerei bekannt. Obwohl keines ihrer Kunstwerke bei den großen Kritikern gut ankam, wurde sie zu einer Berühmtheit.
Zu dieser Zeit trug Menken ihr gewelltes Haar kurz, was für Frauen der damaligen Zeit sehr ungewöhnlich war. Sie pflegte ein bohèmehaftes und bisweilen androgynes Erscheinungsbild. Sie schuf ihr Image bewusst in einer Zeit, in der das Aufkommen der populären Medien dazu beitrug, es bekannt zu machen.
Im Jahr 1859 trat Menken am Broadway in New York City in dem Stück The French Spy auf. Ihre Arbeit wurde von den Kritikern nicht sehr geschätzt. Die New York Times bezeichnete sie als „die schlechteste Schauspielerin am Broadway“. Der Observer formulierte sie sei „herrlich unbehindert von den Fesseln des Talents“. Menken spielte weiterhin kleine Rollen in New York, las Shakespeare vor und hielt Vorträge.
Ihr dritter Ehemann war John C. Heenan, ein beliebter irisch-amerikanischer Preisboxer, den sie 1859 heiratete. Einige Zeit nach ihrer Heirat entdeckte die Presse, dass sie noch nicht rechtskräftig von Menken geschieden war, und beschuldigte sie der Bigamie. Sie hatte erwartet, dass Menken sich um die Scheidung kümmern würde, was er schließlich auch tat.
Da John Heenan eine der berühmtesten und beliebtesten Persönlichkeiten Amerikas war, beschuldigte die Presse Menken auch, ihn nur wegen seiner Berühmtheit geheiratet zu haben. Sie gab sich in Boston, Providence, Baltimore und Philadelphia als „Mrs. Heenan“ aus und benutzte seinen Namen, obwohl sie sich bereits ein Jahr nach der Heirat scheiden ließen. Sie hatten einen Sohn, der jedoch kurz nach der Geburt starb.
Während ihres Aufenthalts in New York lernte Menken den Dichter Walt Whitman und einige andere Mitglieder seines Kreises kennen. Sie wurde von seinem Werk beeinflusst und begann, in einem eher bekenntnishaften Stil zu schreiben, wobei sie sich an die üblichen sentimentalen Konventionen der Zeit hielt. In den Jahren 1860 und 1861 veröffentlichte sie 25 Gedichte im Sunday Mercury, einer Unterhaltungszeitung in New York. Diese wurden später zusammen mit sechs weiteren in ihrem einzigen Buch Infelicia gesammelt, das einige Monate nach ihrem Tod veröffentlicht wurde. Durch die Veröffentlichung in einer Zeitung erreichte sie ein größeres Publikum als durch Frauenzeitschriften, darunter sowohl männliche als auch weibliche Leser, die ihre Auftritte als Schauspielerin besuchen konnten.
1860 schrieb Menken eine Rezension mit dem Titel Swimming Against the Current, in der sie Whitmans neue Ausgabe von Leaves of Grass lobte und sagte, er sei „seinen Zeitgenossen um Jahrhunderte voraus“. Sie identifizierte sich mit dem umstrittenen Dichter. Im selben Jahr schrieb Menken auch einen Artikel über die Wahlen von 1860, ein ungewöhnliches Thema für eine Frau, was ihr Image weiter aufwertete.
Als Menken Charles Blondin kennenlernte, der für die Überquerung der Niagarafälle auf einem Drahtseil bekannt war, fühlten sich die beiden schnell zueinander hingezogen. Sie schlug ihm vor, sie würde ihn heiraten, wenn sie eine Paarnummer über den Fällen aufführen könnten. Blondin lehnte mit der Begründung ab, dass er durch ihre Schönheit abgelenkt würde. Die beiden hatten eine Affäre, in deren Verlauf sie eine Varieté-Tournee durch die Vereinigten Staaten unternahmen.

## Mazeppa

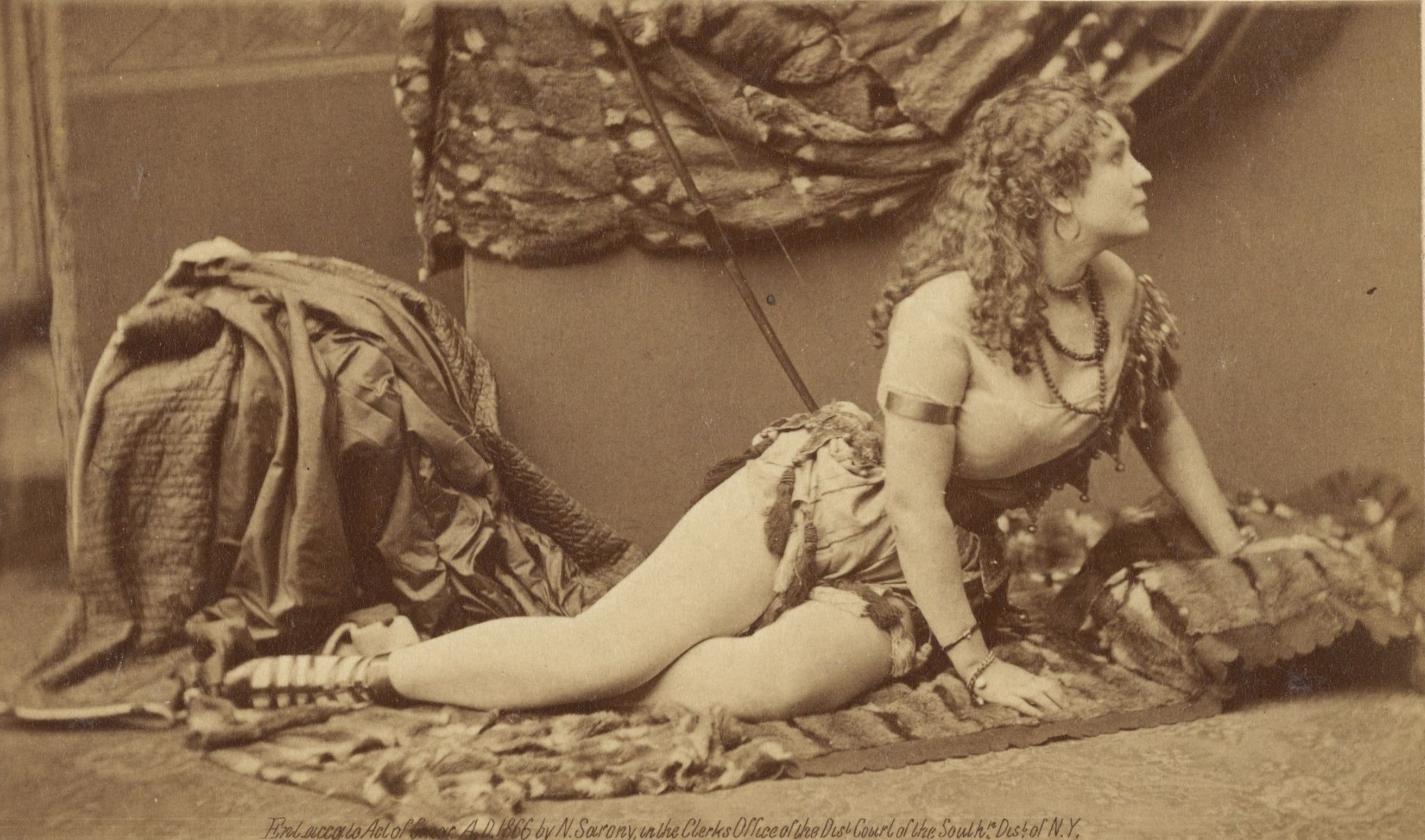
Menken in Mazeppa, 1866

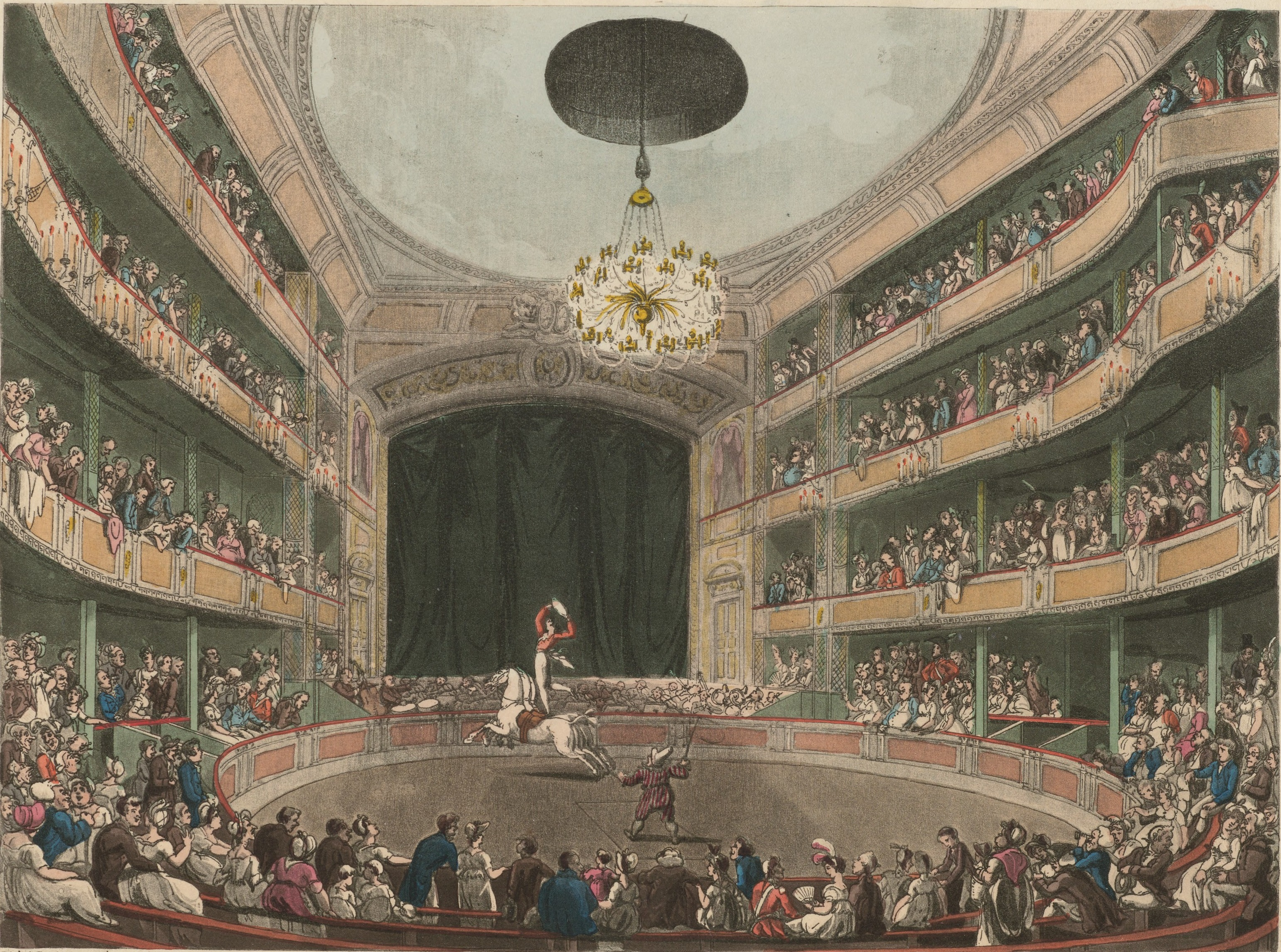
Astley’s Amphitheatre, Pferdekreis, Aufnahme von 1808

Menken wandte sich an ihren Manager Jimmie Murdock, um ihr zu helfen, als große Schauspielerin anerkannt zu werden. Murdock riet Menken von diesem Ziel ab, da er wusste, dass sie wenig schauspielerisches Talent besaß. Er bot ihr die Hosenrolle des edlen Tataren in dem Pferdetheater Mazeppa an, das auf dem gleichnamigen Gedicht von Lord Byron und dem Leben von Iwan Mazepa basierte. Auf dem Höhepunkt des Stücks wird der Tatar entkleidet, an sein Pferd gebunden und in den Tod geschickt. Das Publikum war von dieser Szene begeistert, obwohl in der Inszenierung eine Puppe verwendet wurde, die auf ein Pferd geschnallt, das von einem Hundeführer, der Zuckerwürfel verteilte, weggeführt wurde. Menken wollte den Stunt aber selbst aufführen: Sie ritt nackt in Strumpfhosen auf einem Pferd über die Bühne und erregte damit Aufsehen. Das New Yorker Publikum war schockiert, besuchte das Stück aber trotzdem und machte es populär.
Menken brachte die Inszenierung von Mazeppa nach San Francisco. Das Publikum strömte wieder in Scharen zu der Aufführung. Durch diese Rolle wurde sie als Schauspielerin im ganzen Land bekannt.
1862 heiratete sie Robert Henry Newell, einen Humoristen und Herausgeber des Sunday Mercury in New York, der kurz zuvor einen Großteil ihrer Gedichte veröffentlicht hatte. Sie waren etwa drei Jahre lang zusammen. Danach heiratete sie 1866 James Paul Barkley, einen Spieler, kehrte aber bald ohne ihn nach Frankreich zurück, wo sie auftrat. Dort brachte sie ihren Sohn zur Welt, den sie Louis Dudevant Victor Emanuel Barkley nannte. Taufpatin des Kindes war die Schriftstellerin George Sand, Louis starb im Säuglingsalter.
Menken spielte von 1864 bis 1866 in einer Inszenierung von Mazeppa in London und Frankreich mit. Ihr Kostüm war umstritten, und sie antwortete den Kritikern in den Londoner Zeitungen, dass sie von der klassischen Bildhauerei beeinflusst sei und dass ihr Kostüm konservativer sei als das des Balletts oder der Burleske. Die Show wurde am 3. Oktober 1864 im Astley Theatre vor „überfülltem Haus“ eröffnet und war so bekannt, dass man sie als „die Menken“ bezeichnete.
Witze und Gedichte wurden über die Kontroverse gedruckt, und Punch schrieb:

Here’s half the town – if bills be true –

To Astley’s nightly thronging,

To see the Menken throw aside

All to her sex belonging,

Stripping off woman’s modesty,

With woman’s outward trappings –

A barebacked jade on barebacked steed,

In Cartlich’s old strappings!

In dieser Zeit verdiente sie gut und zeigte sie sich großzügig gegenüber Freunden, bedürftigen Theatermitarbeitern und Wohltätigkeitsorganisationen. Während ihres Aufenthalts in Europa spielte Menken zur Pflege ihres Images weiterhin auch für die amerikanische Öffentlichkeit. Wie üblich zog sie eine Schar männlicher Bewunderer an, darunter so prominente Persönlichkeiten wie der Schriftsteller Charles Dickens, der Humorist Tom Hood und der Dramatiker und Romancier Charles Reade.

## Lebensende

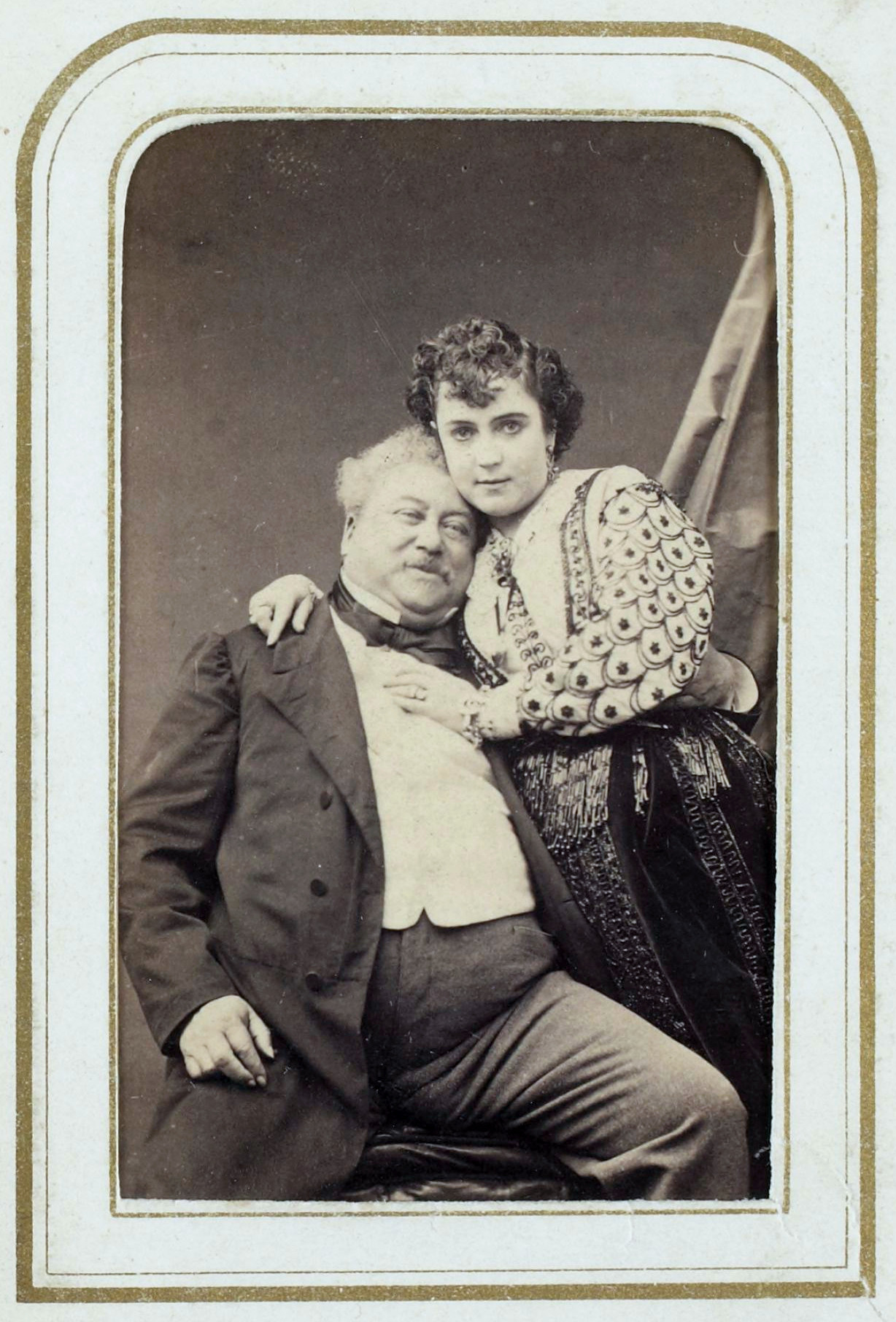
Menken mit Alexandre Dumas, 1866

Während sie 1866 in einer ausverkauften Vorstellung von Les pirates de la savane in Paris auftrat, hatte Menken eine Affäre mit dem Schriftsteller Alexandre Dumas, was als skandalös galt, da er mehr als doppelt so alt war wie sie. Als sie 1867 nach England zurückkehrte, fiel es ihr schwer, weiter Publikum für Mazeppa zu gewinnen, und die Besucherzahlen gingen zurück. Während dieser Zeit hatte sie eine Affäre mit dem englischen Dichter Algernon Charles Swinburne.
In London erkrankte sie und war gezwungen, ihre Auftritte zu beenden, was sie in die Armut trieb. Sie begann, ihre Gedichte für eine Veröffentlichung vorzubereiten und zog zurück nach Paris, wo sie am 10. August 1868 an Tuberkulose oder Bauchfellentzündung starb. Kurz vorher schrieb sie an einen Freund: „Ich bin für die Kunst und das Leben verloren. Aber habe ich in meinem Alter nicht mehr vom Leben gekostet als die meisten Frauen, die hundert Jahre alt werden? Es ist also nur recht und billig, dass ich dorthin gehe, wo alte Menschen hingehen.“
Sie wurde auf dem Cimetière Montparnasse beigesetzt. Die Inschrift auf ihrem Grab lautet: Thou knowest.
1862 hatte Menken über ihre öffentliche und private Person geschrieben: „Ich habe immer geglaubt, dass ich zwei Seelen besitze, eine, die an der Oberfläche des Lebens lebt, angenehm und zufrieden, die andere so tief und unergründlich wie der Ozean, ein Geheimnis für mich und für alle, die mich kennen.“

## Literarische Karriere
Menken wollte als Schriftstellerin bekannt werden, aber ihre Arbeit wurde von ihrer Bühnenkarriere und ihrem privaten und öffentlichen Leben überschattet. Insgesamt veröffentlichte sie zwischen 1855 und 1868 etwa 20 Essays, 100 Gedichte und ein Buch mit ihren gesammelten Gedichten; das Buch wurde posthum veröffentlicht. Ihr Werk wurde von den zeitgenössischen Kritikern nicht gut aufgenommen. George Merriam Hyde, einer der angesehensten Kritiker seiner Zeit, lehnte es ab, Menkens Werk zu kritisieren. Van Wyck Brooks ließ verlauten, dass ihr Werk das beste Beispiel für „unbeabsichtigten Witz und zufälligen Humor“ sei.
Ihr Frühwerk war der Familie und der Romantik gewidmet. Nach ihrer Heirat mit Menken und ihrem Studium des Judentums enthielten ihre Gedichte und Essays bis in die 1860er Jahre hinein jüdische Themen. Nach ihrer Heirat und Scheidung von Heenan und dem Zusammentreffen mit Schriftstellern in New York änderte sie ihren Stil und nahm einige Einflüsse von Walt Whitman an. Von New York aus drückte sie in ihren Gedichten ein breiteres Spektrum von Gefühlen aus, die mit Beziehungen, Sexualität und dem Kampf der Frauen um ihren Platz in der Welt zu tun hatten.
Ihre Sammlung Infelicia erlebte mehrere Auflagen und war bis 1902 im Druck. Im späten neunzehnten Jahrhundert waren die Kritiker gegenüber Schriftstellerinnen hart, und Menkens öffentliche Bekanntheit führte zu einer noch kritischeren Betrachtung ihrer Gedichte. Spätere Kritiker (wie Alan Lloyd in seinem Buch The Great Prize Fight und Graham Gordon in seinem Buch Master of the Ring) taten ihr Werk im Allgemeinen als unbegabt ab. Zu ihren Bewunderern gehörten jedoch Christina Rossetti und Joaquin Miller.

## Trivia
In der Folge „Die göttliche Adah“ ("The Magnificent Adah", Erstausstrahlung am 14. November 1959) der erfolgreichen Westernserie Bonanza wird Adah Menken und das Pferdetheater Mazeppa thematisiert; auch ihre berühmte Tatarenszene wird nachgezeichnet. Menken wird von Ruth Roman verkörpert. Im Jahr 1960 brachte Paramount den Film Heller in Pink Tights unter der Regie von George Cukor in die Kinos. Sophia Loren spielte darin die Rolle von Angela Rossini, einem Mitglied einer Schauspieltruppe, die durch den Wilden Westen tingelt. Bei der Aufführung der Tatarenszene aus Mazeppa wird an Adah Menken erinnert, indem Sophia Loren auf ein Pferd gebunden wird, das durch den Zuschauerraum des Theaters galoppiert und unter dem Applaus des Publikums anschließend auf die Bühne zurückkehrt.